# Naklice
Naklice falu Horvátországban Split-Dalmácia megyében. Közigazgatásilag Omišhoz tartozik. 

## Fekvése
Splittől légvonalban 20, közúton 23 km-re keletre, községközpontjától légvonalban 1, közúton 7 km-re északnyugatra, Poljica középső részén, a Mosor-hegység déli lejtőin a Cetinába ömlő Lisičina-patak mentén fekszik.

## Története
A település a Komorjak-hegyen álló templom körül alakult ki a kora középkorban. Ezt igazolja, hogy mai templomának helyén már a 7. században is szakrális épület állt. A település neve az ősi „nakle” főnévből ered. Nakle az óhorvátban azoknak a területeknek a neve volt, ahol a csapadékvíz összegyűlt. A középkorban része volt a 13. században alapított, úgynevezett Poljicai Köztársaságnak, mely tulajdonképpen egy jelentős autonómiával rendelkező kenézség volt. Poljica kezdetben a horvát-magyar királyok, majd 1444-től a Velencei Köztársaság uralma alá tartozott. Velence nagyfokú autonómiát biztosított a poljicai települések számára. Jogi berendezkedését az 1490-ben kibocsátott Poljicai Statutum határozta meg, mely egyúttal rögzítette határait is. Naklice a gatai kantonhoz tartozott. A 16. század első felében került török uralom alá, ahol Poljica szintén bizonyos fokú önállóságot élvezett. A moreai háború idején szabadult fel a török uralom alól, melyet 1699-ben a karlócai béke szentesített, de Poljica autonómiájának valamely szintjét végig megőrizte. Poljica önállóságát 1807-ben a bevonuló napóleoni francia csapatok szüntették meg. Napóleon lipcsei veresége után 1813-ban a Habsburgoké lett. A településnek 1857-ben 65, 1910-ben 178 lakosa volt. 1918-ban az új szerb-horvát-szlovén állam, majd később Jugoszlávia része lett. A háború után a szocialista Jugoszláviához került. 1991 óta a független Horvátországhoz tartozik. 2011-ben a településnek 236 lakosa volt, akik a tugarei plébániához tartoztak

## Lakosság
| Lakosság változása | Lakosság változása | Lakosság változása | Lakosság változása | Lakosság változása | Lakosság változása | Lakosság változása | Lakosság változása | Lakosság változása | Lakosság változása | Lakosság változása | Lakosság változása | Lakosság változása | Lakosság változása | Lakosság változása | Lakosság változása |
| ------------------ | ------------------ | ------------------ | ------------------ | ------------------ | ------------------ | ------------------ | ------------------ | ------------------ | ------------------ | ------------------ | ------------------ | ------------------ | ------------------ | ------------------ | ------------------ |
| 1857               | 1869               | 1880               | 1890               | 1900               | 1910               | 1921               | 1931               | 1948               | 1953               | 1961               | 1971               | 1981               | 1991               | 2001               | 2011               |
| 65                 | 0                  | 128                | 142                | 163                | 178                | 0                  | 0                  | 202                | 214                | 247                | 210                | 189                | 187                | 224                | 236                |

(1869-ben, 1921-ben és 1931-ben lakosságát Tugaréhez számították.)

## Nevezetességei
- Remete Szent Antal tiszteletére szentelt temploma[4] mai formájában a 17. század végén, vagy a 18. század elején épült. Szakemberek véleménye szerint helyén már a 7. század közepén is templom állt. Déli kapuzata ugyancsak a szakvélemények szerint 12. századi. Az első megbízható adat a templom létezéséről Cupilli érsek 1711-es vizitációjának jelentése. Az épület szabálytalanul faragott kövekből épült sok kötőanyaggal apszis nélkül. Hosszúsága 9, szélessége 6,75 méter. A homlokzatán álló harangtornyon egy harang számára van nyílás kialakítva. Az épületet 1994-ben teljesen felújították. 1974-ben a templomtól keletre új temetőt létesítettek. Az épületet utoljára 2002-ben renoválták.
- Babnjači és Komorjak településrészei között található a Lisičina-patak festői szurdoka. A patak nagy lejtéssel és erős sodrással ömlik Omišnál a Cetinába. A patak szurdokában 200 méteres tengerszint feletti magasságban egy nagyméretű barlang található. A Đorđuk Stipana-barlang ellenséges támadás esetén menedékhelyül szolgált az itteniek számára. Az Omiš központjától alig két kilométerre fekvő barlang ideális kirándulóhely a turisták számára.